# Tukuringragebirge
Das Tukuringragebirge (russisch (Хребет) Тукурингра, (Chrebet) Tukuringra) befindet sich im Osten von Russland (Asien) in der Region Russisch-Fernost.
Im Norden grenzt es an das Stanowoigebirge, im Osten geht es über das Tal der Seja, in dem sich unter anderem die Seja-Talsperre und die Stadt Seja befinden, in das Dschagdygebirge über. Im Süden stößt das Gebirge an das Stromtal des Amurs. Im Westen geht es über das obere Oljokma-Tal allmählich ins Jablonowygebirge über. Das Gebirge hat eine Länge von 230 km und eine Breite zwischen 40 und 70 km. Der höchste Gipfel des nur kleinen Mittelgebirges erreicht 1605 m Höhe.